# Hypsibius convergens
Hypsibius convergens är en djurart som tillhör fylumet trögkrypare, och som först beskrevs av Urbanowicz 1925.  Hypsibius convergens ingår i släktet Hypsibius och familjen Hypsibiidae. Arten är reproducerande i Sverige. Inga underarter finns listade i Catalogue of Life.